# Біккенбах (Рейнланд-Пфальц)
Біккенбах (нім. Bickenbach) — громада в Німеччині, розташована в землі Рейнланд-Пфальц. Входить до складу району Рейн-Гунсрюк. Складова частина об'єднання громад Еммельсгаузен.
Площа — 6,39 км2. Населення становить 354 ос. (станом на 31 грудня 2020).

## Галерея

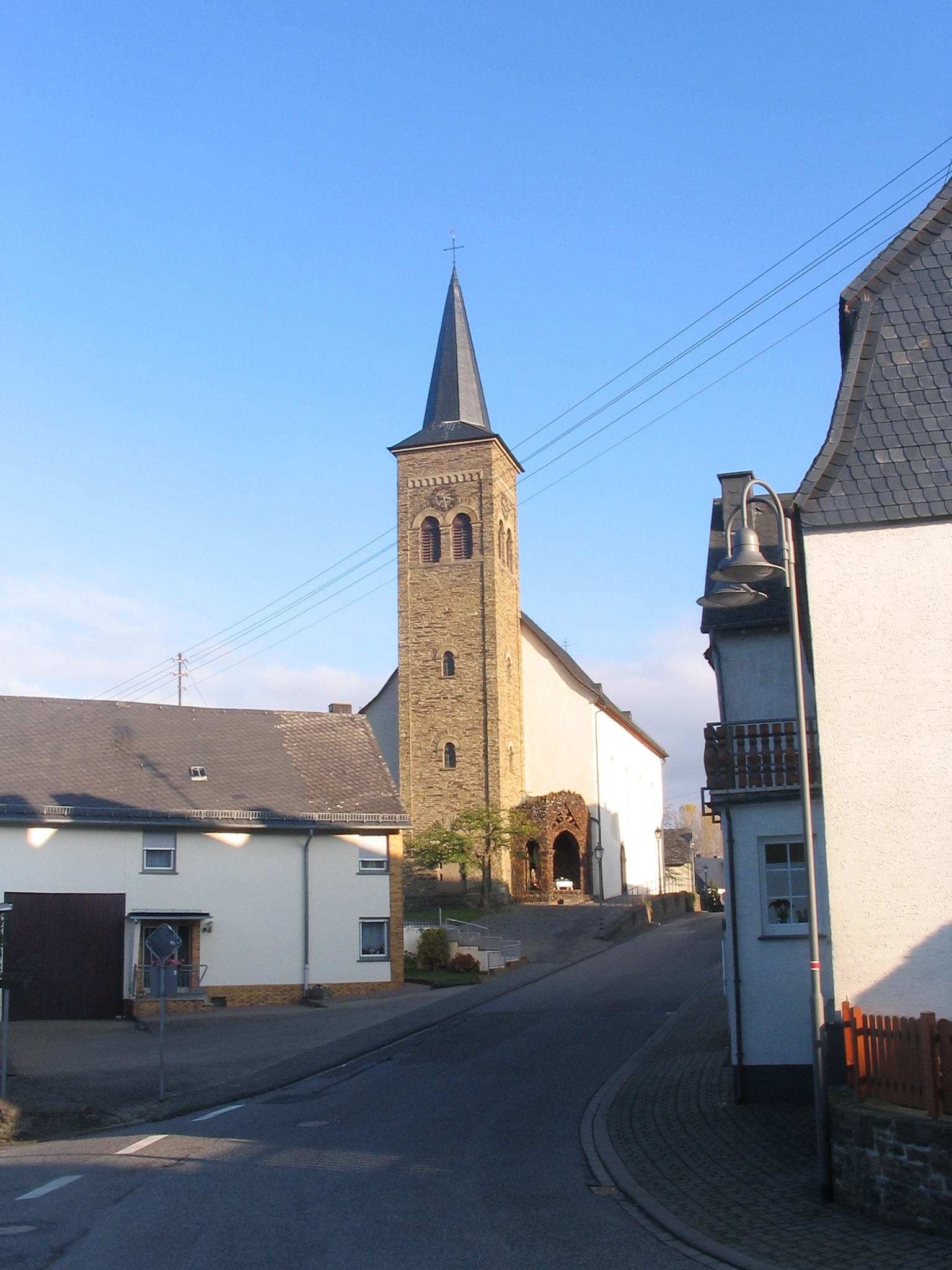